# 永井努
永井 努（ながい つとむ、1977年4月23日 - ）は日本の俳優。所属事務所はアパッチ。千葉県出身。身長175cm、体重61kgである。特技は乗馬/球技全般、趣味は釣りである。

## 出演

### テレビドラマ
- あゝ離婚式（2004年）
- 仮面ライダー剣（2004年9月5日、テレビ朝日）第31話
- 超くせになりそう
- オルトロスの犬 第5話・第6話（2009年8月21日・28日、TBS）
- LADY〜最後の犯罪プロファイル〜（2011年）
- ATARU スペシャル〜ニューヨークからの挑戦状!!〜（2013年1月6日、TBS） - 島 明秀 役
- 黒澤明ドラマスペシャル 野良犬（2013年1月19日、テレビ朝日）
- リーガルハイ 第8話（2013年11月27日、フジテレビ） - 岩田尚之 役

### 映画
- 忘れられぬ人々（2001年）
- MISTER  BTN（2002年）
- 月の砂漠（2003年）
- MASK  DE  41（2004年）
- 春眠り世田谷（2003年）
- パッチギ!（2005年）
- スクラップ・ヘブン（2005年）
- 青いうた〜のど自慢 青春編〜（2006年）
- M（2006年）
- キトキト!（2006年）
- セレブが結婚したい13の悪魔（2007年）
- KAMACHOP カマチョップ（2008年）
- ラッシュライフ(2009年）
- SHORT HOPE〜ささやかな願い〜(2010年）

### CM
テレビ
- 大王製紙「elis」